# Werkwoordstijd
De werkwoordstijd ofwel het tempus /tɛmpus/ (Latijn voor "tijd"; meervoud: tempora /tɛmpɔra/) geeft aan in welke tijd (in welke tijdfase) uit het oogpunt van de spreker (of schrijver) een gebeurtenis (= de propositie) plaatsvindt. Tijdstappen zijn (naast de wijs) een fundamentele categorie van de grammatica van de werkwoorden. Tempora zijn taalkundige middelen, die tijdrelaties uitdrukken.
Het tempus wordt door morfologische identificatie van de stam van een werkwoordstam (vervoeging) of door vervoeging van een hulpwerkwoord  gerealiseerd, dat wil zeggen door samengestelde vervoegingen gevormd en ook door een nul-flexie met behulp van bijwoorden of context.
Een andere grammaticale categorie van het werkwoord is het aspect. Het verschil met het tempus is dat het aspect de mate van voltooiing van een handeling aangeeft, onafhankelijk van hun absolute temporele context. Zie ook aspectualiteit.
Verdere verbale grammaticale categorieën zijn de diathese, de modaliteit en de actie.

## De verschillendetempora
De volgende tempora worden onderscheiden in de indicatieve wijs:
- Onvoltooid tegenwoordige tijd (praesens): ik loop
- Onvoltooid verleden tijd (imperfectum): ik liep
- Voltooid tegenwoordige tijd (perfectum): ik heb gelopen
- Voltooid verleden tijd (plusquamperfectum): ik had gelopen
- Onvoltooid tegenwoordige toekomende tijd (futurum simplex): ik zal lopen
- Onvoltooid verleden toekomende tijd (futurum praeteriti): ik zou lopen
- Voltooid tegenwoordige toekomende tijd (futurum exactum): ik zal gelopen hebben
- Voltooid verleden toekomende tijd (futurum exactum praeteriti): ik zou gelopen hebben